# 西経146度線
西経146度線（せいけい146どせん）は、本初子午線面から西へ146度の角度を成す経線である。北極点から北極海、北アメリカ、太平洋、南極海、南極大陸を通過して南極点までを結ぶ。
西経146度線は、東経34度線と共に大円を形成する。

## 通過する地域一覧
西経146度線は、北極点から南極点まで南に向かって以下の場所を通っている。
| 地理座標                                               | 国土・領土・領海     | 備考 |
| ------------------------------------------------------ | -------------------- | --- |
| 北緯90度0分 西経146度0分 / 北緯90.000度 西経146.000度  | 北極海               | |
| 北緯72度56分 西経146度0分 / 北緯72.933度 西経146.000度 | ボーフォート海       | |
| 北緯70度12分 西経146度0分 / 北緯70.200度 西経146.000度 | アメリカ合衆国       | アラスカ州 — フラクスマン島（英語版）、本土、ホーキンズ島                                                                   |
| 北緯60度30分 西経146度0分 / 北緯60.500度 西経146.000度 | 太平洋               | ヒンチンブルック島（英語版）（ アメリカ合衆国アラスカ州、北緯60度24分 西経146度4分 / 北緯60.400度 西経146.067度）の東を通過 |
| 南緯14度23分 西経146度0分 / 南緯14.383度 西経146.000度 | フランス領ポリネシア | マニヒ環礁 |
| 南緯14度27分 西経146度0分 / 南緯14.450度 西経146.000度 | 太平洋               | アパタキ環礁（英語版）（ フランス領ポリネシア、南緯15度20分 西経146度11分 / 南緯15.333度 西経146.183度）の東を通過          |
| 南緯15度48分 西経146度0分 / 南緯15.800度 西経146.000度 | フランス領ポリネシア | トアウ環礁（英語版） |
| 南緯16度0分 西経146度0分 / 南緯16.000度 西経146.000度  | 太平洋               | ファカラヴァ環礁（ フランス領ポリネシア、南緯16度8分 西経145度49分 / 南緯16.133度 西経145.817度）の西を通過                 |
| 南緯60度0分 西経146度0分 / 南緯60.000度 西経146.000度  | 南極海               | |
| 南緯75度38分 西経146度0分 / 南緯75.633度 西経146.000度 | 南極大陸             | 領有権主張のない地域 |